# Marcello Danon
Marcello Danon (* 3. Oktober 1920 in Sofia, Bulgarien; † 21. Januar 1997 in Rom, Italien) war ein italienischer Filmproduzent und Drehbuchautor, der durch Kinofilme wie Die schwarze Sklavin, Der Rächer aus dem Sarg, Ein Käfig voller Narren und Noch ein Käfig voller Narren international bekannt wurde.

## Leben und Karriere
Marcello Danon, ausgebildet in Paris, hinterließ als Filmproduzent im Jahr 1958 erste Spuren, als er für John Berrys Historiendrama Die schwarze Sklavin zusammen mit Roland Girard, Sig Shore und René Gaston Vuattoux die Produktion realisierte. Zehn Jahre später, Ende der 1960er Jahre, wurde er dann als Produzent für die Literaturverfilmung Der Rächer aus dem Sarg von Regisseur André Hunebelle tätig. Zu Beginn der 1970er Jahre war er federführend für weitere Filmproduktion wie für den Thriller Der schwarze Leib der Tarantel, wo er auch am Drehbuch mitwirkte und für das Filmdrama Russischer Sommer von Antonio Calenda mit Oliver Reed und Claudia Cardinale in den Hauptrollen.
Einen großen Erfolg als Filmproduzent und Drehbuchautor gelang ihm im Jahr 1978 fürs Kino, als er zusammen mit Francis Veber, Édouard Molinaro und Jean Poiret das Drehbuch für die Filmkomödie Ein Käfig voller Narren mit Ugo Tognazzi und Michel Serrault verfasste. Für den Film erhielt das Autorenteam um Marcello Danon eine Oscar-Nominierung in der Kategorie Bestes adaptiertes Drehbuch. Aufgrund der großen Popularität von Ein Käfig voller Narren, erschien 1980 auf der Leinwand die erste Fortsetzung Noch ein Käfig voller Narren, sowie 1985 eine weitere Fortsetzung unter dem Titel Ein Käfig voller Narren – Jetzt wird geheiratet. 1996 drehte der Regisseur Mike Nichols ein amerikanisches Remake unter dem Titel The Birdcage – Ein Paradies für schrille Vögel mit Robin Williams, Nathan Lane und Gene Hackman. Marcello Danon fungierte als ausführender Produzent.
Danon war mit der bulgarischen Schauspielerin Zora verheiratet, die häufig im italienischen Theater arbeitete. Die Tochter, die aus dieser Ehe hervorging, Ambra Danon, wurde eine bekannte Kostümbildnerin im italienischen Film und Theater und erhielt für ihre Arbeit an ein Ein Käfig voller Narren als Kostümbildnerin ebenfalls eine Oscar-Nominierung.

## Auszeichnungen (Auswahl)
- 1980: Oscar-Nominierung in der Kategorie Bestes adaptiertes Drehbuch bei der Verleihung 1980 für die Filmkomödie Ein Käfig voller Narren zusammen mit Francis Veber, Édouard Molinaro und Jean Poiret

## Filmografie (Auswahl)

### Kino
als Filmproduzent
- 1958: Die schwarze Sklavin (Tamango)
- 1961: Im Zeichen der Lilie (Le Miracle des loups)
- 1968: Der Rächer aus dem Sarg (Sous le signe de Monte Cristo)
- 1971: Der schwarze Leib der Tarantel (La tarantola dal ventre nero) (& Drehbuch)
- 1973: Russischer Sommer (Fury)
- 1978: Ein Käfig voller Narren (La Cage aux Folles) (& Drehbuch)
- 1980: Noch ein Käfig voller Narren (La Cage aux Folles II) (& Drehbuch)
- 1985: Ein Käfig voller Narren – Jetzt wird geheiratet (La cage aux folles III: 'Elles' se marient) (& Drehbuch)
- 1996: The Birdcage – Ein Paradies für schrille Vögel (The Birdcage) (& Drehbuch)